# 耶律鐸臻
耶律鐸臻（？—927年），字敵輦，辽国军官。契丹六院部出身。六院部夷離菫耶律蒲古只之孫。

## 经历
他在耶律阿保機担任于越时，为阿保機側近。耶律阿保機即位，後梁派遣使者求要轅軸材木，耶律阿保機作难。鐸臻说「後梁以求材木为名，其实是来看我国的轻重。回答『材之所生，必深山穷谷，有神司之，须白鼻赤驴祷祠，然后可伐』」。耶律阿保機按照鐸臻的建议回答，後梁使者语塞。
天赞三年（924年），耶律阿保機攻撃渤海国。鐸臻諫言「陛下先攻打渤海，西夏必袭击後方。先討西方，避免後顧之憂」。耶律阿保機听从鐸臻的進言。耶律阿保機去世后，述律太后称制，太后讨厌鐸臻将他下獄。太后誓言「鉄鎖朽，当释汝！」。後太后召鐸臻，使者想要去除鐸臻的枷鎖，鐸臻问「铁未朽，可释乎？」。太后听聞后感叹，于是把鐸臻释放。天显二年（927年），鐸臻去世。弟耶律古、耶律突呂不。

## 延伸阅读
[在维基数据编辑]
 《遼史·卷75》，出自脱脱《遼史》